# Kröhnkit
Kröhnkit (auch Kroehnkit) ist ein selten vorkommendes Mineral aus der Mineralklasse der „Sulfate (einschließlich Selenate, Tellurate, Chromate, Molybdate und Wolframate)“. Es kristallisiert im monoklinen Kristallsystem mit der chemischen Zusammensetzung Na2Cu[SO4]2·2H2O, ist also ein wasserhaltiges Natrium-Kupfer-Sulfat.
Kröhnkit entwickelt meist kurz- bis langprismatische oder pseudooktaedrische Kristalle, kommt aber auch in Form faseriger Krusten und dichter Aggregate vor. Die durchsichtigen bis durchscheinenden Kristalle sind von himmelblauer bis hellblauer oder grünlichblauer Farbe und weisen einen glasähnlichen Glanz auf. Auf der Strichtafel hinterlässt Kröhnkit einen weißen Strich.
Mit einer Mohshärte von 2,5 bis 3 gehört Kröhnkit zu den weichen bis mittelharten Mineralen, die sich ähnlich wie das Referenzmineral Calcit leicht mit einer Kupfermünze ritzen lassen.

## Etymologie und Geschichte
Erstmals entdeckt wurde das Mineral in einem Kupfertagebau bei Chuquicamata (Chuquicamata Mine) in der chilenischen Atacama-Wüste, das von dort als Kupfervitriol verkauft wurde. Dem Chemiker und damaligen deutschen Konsul in Chile Johannes Berthold Christian Kröhnke (1832–1915) fiel allerdings die ungewöhnlich helle, blaue Farbe der Kristalle auf. Er nahm daher einige Kristalle mit, analysierte sie und gab seine Analyse-Ergebnisse und einige Beschreibungen zum Mineral 1875 in einem Brief an Ignacy Domeyko weiter. Dieser konnte die Untersuchungsergebnisse von Kröhnke bestätigen und benannte das neue Mineral nach seinem Erstbeschreiber, wobei er allerdings dessen Namen abwechselnd Krönke und Kronnke schrieb.
Ein Aufbewahrungsort für das Typmaterial des Minerals ist nicht dokumentiert.
Ludwig Darapsky korrigierte den Mineralnamen 1889 in seiner Zusammenfassung des Briefwechsels in Kröhnkit, da er diese Schreibweise für die richtige hielt.
Da der Kröhnkit bereits lange vor der Gründung der International Mineralogical Association (IMA) bekannt und als eigenständige Mineralart anerkannt war, wurde dies von ihrer Commission on New Minerals, Nomenclature and Classification (CNMNC) übernommen und Kröhnkit als sogenanntes „grandfathered“ (G) Mineral bezeichnet. Die seit 2021 ebenfalls von der IMA/CNMNC anerkannte Kurzbezeichnung (auch Mineral-Symbol) von Kröhnkit lautet „Khk“.

## Klassifikation
Bereits in der veralteten 8. Auflage der Mineralsystematik nach Strunz gehörte der Kröhnkit zur Mineralklasse der „Sulfate, Chromate, Molybdate und Wolframate“ und dort zur Abteilung „Wasserhaltige Sulfate ohne fremde Anionen“, wo er gemeinsam mit Ferrinatrit und Goldichit in der „Kröhnkit-Goldichit-Gruppe“ mit der Systemnummer VI/C.09 steht.
In der zuletzt 2018 überarbeiteten Lapis-Systematik nach Stefan Weiß, die formal auf der alten Systematik von Karl Hugo Strunz in der 8. Auflage basiert, erhielt das Mineral die System- und Mineralnummer VI/C.16-010. Dies entspricht ebenfalls der Abteilung „Wasserhaltige Sulfate, ohne fremde Anionen“, wo Kröhnkit zusammen mit Chinleit-(Y), Ferrinatrit und Goldichit eine unbenannte Gruppe mit der Systemnummer VI/C.16 bildet.
Auch die von der IMA zuletzt 2009 aktualisierte 9. Auflage der Strunz’schen Mineralsystematik ordnet den Kröhnkit in die Abteilung „Sulfate (Selenate usw.) ohne zusätzliche Anionen, mit H2O“ ein. Diese ist weiter unterteilt nach der relativen Größe der beteiligten Kationen, so dass das Mineral entsprechend seiner Zusammensetzung in der Unterabteilung „Mit mittelgroßen und großen Kationen“ zu finden ist, wo es als einziges Mitglied eine unbenannte Gruppe mit der Systemnummer 7.CC.30 bildet.
In der vorwiegend im englischen Sprachraum gebräuchlichen Systematik der Minerale nach Dana hat Kröhnkit die System- und Mineralnummer 29.03.02.01. Das entspricht ebenfalls der Klasse der „Sulfate, Chromate und Molybdate“ und dort der Abteilung „Wasserhaltige Säuren und Sulfate“. Hier findet er sich innerhalb der Unterabteilung „Wasserhaltige Säuren und Sulfate mit (A+)2B(XO4)2 × x(H2O)“ als einziges Mitglied in einer unbenannten Gruppe mit der Systemnummer 29.03.02.

## Chemismus
In der idealen, stoffreinen Zusammensetzung von Kröhnkit (Na2Cu[SO4]2·2H2O) besteht das Mineral im Verhältnis aus einem Teil Kupfer (Cu), je zwei Teilen Natrium (Na) und Schwefel (S) sowie vier Teilen Wasserstoff (H) und 10 Teilen Sauerstoff (O) pro Elementarzelle. Dies entspricht einem Massenanteil (Gewichtsprozent) von 18,82 Gew.-% Cu, 13,62 Gew.-% Na, 18,99 Gew.-% S, 1,19 Gew.-% H und 47,38 Gew.-% O oder in der Oxidform 21,19 Gew.-% Kupfer(I)-oxid (Cu2O), 18,35 Gew.-% Natriumoxid (Na2O), 47,42 Gew.-% Schwefeltrioxid (SO3) und 10,67 Gew.-% H2O.
Bei natürlichen Kröhnkiten können diese Werte in geringem Maße abweichen, unter anderem, weil je nach Bildungsbedingung der Stoffzufluss variiert oder Bestandteile der Verbindung durch Fremdbeimengungen ersetzt beziehungsweise ergänzt werden. Das aus der Typlokalität Chuquicamata in Chile analysierte Material wies allerdings eine fast ideale Zusammensetzung von 23.25 Gew.-% Cu2O,  18,89 Gew.-% Na2O, 47,60SO3 und 10,72 Gew.-% H2O auf.

## Kristallstruktur
Kröhnkit kristallisiert in der monoklinen Raumgruppe P21/c (Raumgruppen-Nr. 14) mit den Gitterparametern a = 5,81 Å; b = 12,66 Å; c = 5,52 Å und β = 108,3° sowie zwei Formeleinheiten pro Elementarzelle.
Die Kristallstruktur von Kröhnkit besteht aus eckenverknüpften CuO4(H2O)-Oktaedern und SO4-Tetraedern, die parallel [001] zu Ketten aufgereiht sind. Diese Ketten werden über Na[7]-Polyeder und Wasserstoffbrücken verbunden.

## Eigenschaften
Vor dem Lötrohr zerknistert Kröhnkit und schmilzt zu einer grünen Masse, die nach dem Erkalten zerspringt. In Wasser ist das Mineral leicht löslich, die Lösung reagiert sauer.

## Bildung und Fundorte

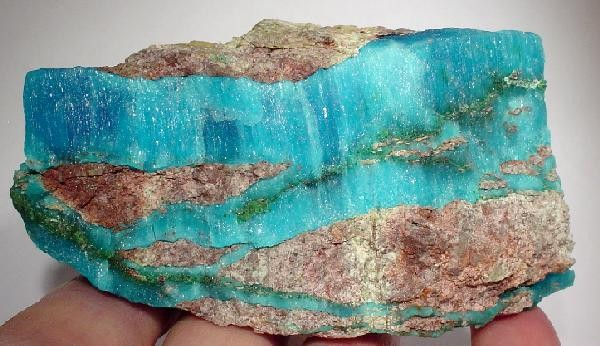
Handstück aus blauem Kröhnkit mit grünlichem Natrochalcit als Rissfüllung aus der Chuquicamata Mine, Chile (Größe: 9,2 cm × 5,0 cm × 4,7 cm).

Kröhnkit bildet sich sekundär in der Oxidationszone von Kupfer-Lagerstätten, vorzugsweise unter sehr trockenen Klimabedingungen. Als Begleitminerale können unter anderem Antlerit, Atacamit, Blödit, Chalkanthit und Natrochalcit auftreten.
Als seltene Mineralbildung konnte Kröhnkit nur an wenigen Orten nachgewiesen werden, wobei weltweit bisher rund 35 Vorkommen dokumentiert sind (Stand 2024). Neben seiner Typlokalität „Chuquicamata Mine“ trat das Mineral in Chile noch in weiteren Gruben im Gebiet um Chuquicamata und Calama sowie bei Mejillones und in mehreren Gruben bei Caracoles zutage.
In Deutschland sind bisher keine Vorkommen für Kröhnkit bekannt. Im Nachbarland Belgien kennt man das Mineral nur von einer unbenannten Fundstelle in der Gemeinde Engis (Lüttich).
Der bisher einzige bekannte Fundort in Österreich ist eine Schlackenhalde bei Walchen (Gemeinde Öblarn) in der Steiermark.
Weitere Fundorte liegen unter anderem in Argentinien, Australien, Chile, China, Griechenland, Island, Italien, Polen, Rumänien, Spanien, Ungarn, England im Vereinigten Königreich (UK) sowie Arizona, Kalifornien, Utah und Virginia in den Vereinigten Staaten von Amerika (USA).